# 井上桃太
井上 桃太（いのうえ ももた、1985年6月19日 - ）は、日本の女性漫画家。埼玉県出身。埼玉県立八潮高等学校、日本デザイナー学院マンガ科卒業。
『赤きエンザ』で第58回小学館新人コミック大賞児童向け部門大賞受賞（児童部門での大賞受賞は史上初）。この頃は「井上桃子」名義であった。『赤きエンザ』連載に伴いペンネームを「井上桃太」に改名した。また、原作でもある、2018年4月放送のアニメ『パズドラ』の社会放送に本人役で声優出演した。

## 作品リスト
- 赤きエンザ（別冊コロコロコミック・2007年 - 2009年）
- 少年鬼忍伝 ツムジ（別冊コロコロコミック・2010年）
- 幻影の覇者 ゾロアーク（月刊コロコロコミック・2010年）
- ポケットモンスターB・W 伝説との遭遇（コロコロG・2010年）
- イナズマイレブンストライカーズ（コロコロG・2011夏号）
- ビクティニと黒き英雄 ゼクロム（月刊コロコロコミック・2011年）
- キュレムVS聖剣士 ケルディオ（月刊コロコロコミック・2012年）
- 神速のゲノセクト ミュウツー覚醒（月刊コロコロコミック・2013年）
- パズドラZ（月刊コロコロコミック・2013年 - 2015年）
- パズドラクロス（月刊コロコロコミック・2016年 - 2017年）
- パズドラ（月刊コロコロコミック・2018年 - 2020年）
- カレコレ（週刊コロコロコミック・2022年 - 連載中）